# Catalina Parot

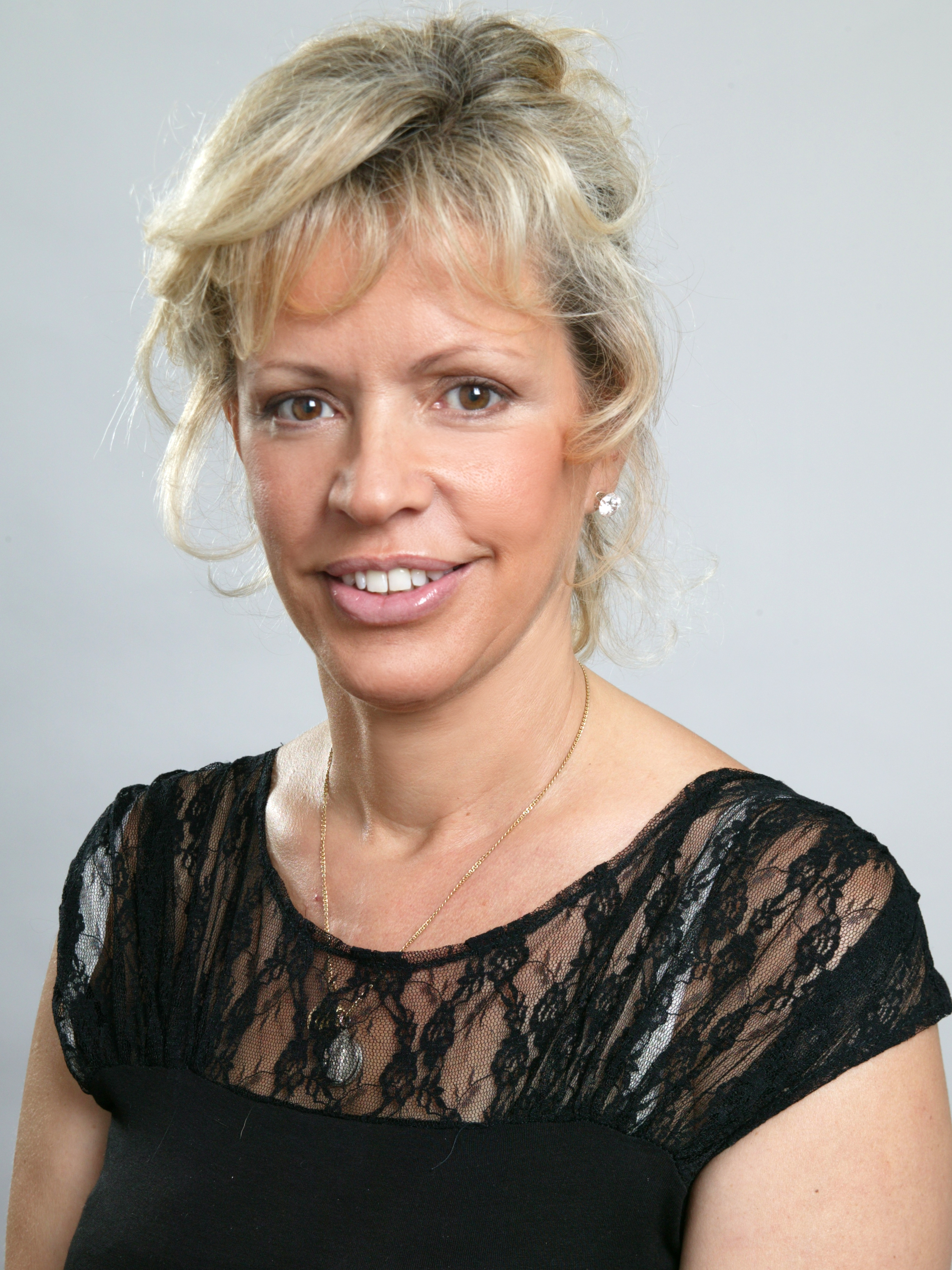
Vẹt Catalina

Catalina Parot Donoso (sinh ngày 9 tháng 3 năm 1956 tại Talca) là một luật sư, doanh nhân và chính trị gia người Chile. Bà là Bộ trưởng Bộ Quốc gia trong chính phủ Pinera, trong khoảng thời gian từ tháng 3 năm 2010 đến tháng 11 năm 2012.
Cô ấy cũng là một bà mẹ bốn con.